# 謝醒儂

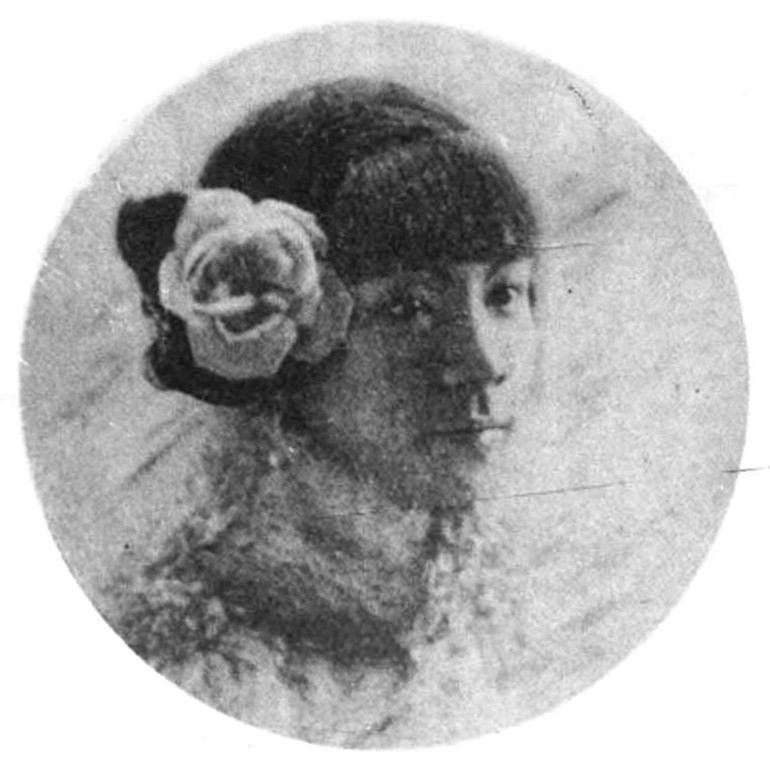
20世紀20年代謝醒儂的女妝造型

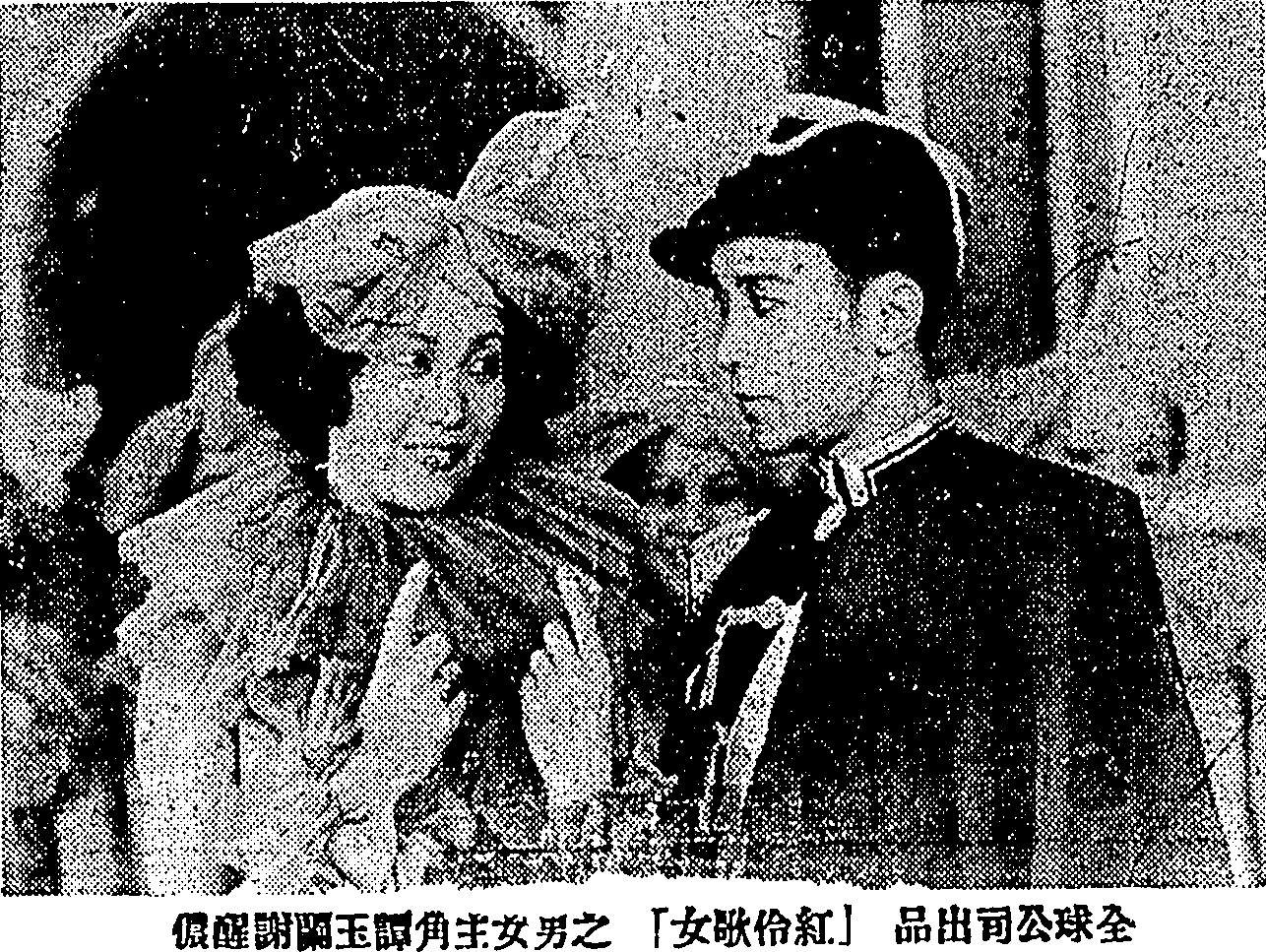
1935年香港粵語片《紅伶歌女》，謝醒儂（右）給觀眾鮮有的英俊王子造形，與艷旦譚玉蘭大跳西洋舞

謝醒儂（Tse Sing Nong），祖籍廣東省東莞市，活躍於20世紀20年代至40年代末期的一線粵劇乾班男花旦；廣州、上海、香港電影演員。

## 生平
謝醒儂曾在唐天寶班（白玉堂）、覺先聲班（薛覺先）、日月星班（桂名揚、曾三多）等一線粵劇團擔任正印男花旦。首本戲有《冰山火線》、《璇宮艷史》、《天姬送子》、《皇姑嫁何人》、《荒唐女俠》等多齣。
1930年，謝醒儂擔任正印花旦，參加「唐天寶班」與新珠（文武生）、靚元亨（小生）、薛覺先（小生）、蝴蝶仔、譚猩猩、吳鏡斌、嫦娥英、新丁香耀演出《玉梅花》、《重建姑蘇台》（編劇：黃不廢）。
1931年夏季，謝醒儂居住在廣州市河南福仁里卅六號。1931年7月18日（星期六），投宿在廣州東亞酒店349號房的16歲南洋華僑少女戲迷余洛美為戀謝醒儂服毒自殺。她被送醫院急救醒後，就立刻寫信給謝醒儂要求見他。
謝醒儂在1932年與天津導演姜白谷、廣州越秀山永漢南路的南關戲院之經理薛兆榮、粵劇名宿白玉堂、撰曲家麥嘯霞等人，在廣州西關開設『華藝影片公司』，謝醒儂為 經理，拍攝默片《裂痕》、《前進》及《花落見花心》等默片，後來週周轉不靈，無法清還債務而例倒閉。
香港東莞商會在農曆壬申年六月初十日（1932年7月13日）起，一連三日三晚，在九龍油麻地彌敦道380號普慶戲院（Astor Theatre），為貧民義學籌款義演粵劇，省港一線紅伶雲集。謝醒儂在1932年7月15日（星期五）日戲演《淺水蛟龍》，與白玉堂及林坤山合演，票價港幣一毫半至三元。
粵劇伶人常到香港島中環的「黃龍跳舞學院」找舞女伴舞消遣，謝醒儂卻鮮有涉足歡場。
太平洋戰爭期間，謝醒儂與羅文煥、梁少南、黃鶴聲、歐陽儉等粵劇紅伶在越南演出，並兩度轉赴泰國演出，除演出傳統粵劇劇碼外，還演情節離奇曲折的《荒唐女俠》等新編劇，謝醒儂由於長期與薛覺先拍演，技藝精湛，深受泰國觀眾歡迎。 戰後鮮見他的消息。
1933年底的香港報章報導謝醒儂的妻子是默片女明星馮潔貞，她亦曾經參演香港默片《鐵骨蘭心》（1931年11月29日香港公映）、《洞房雙屍案》（1934年1月21日香港公映）、《婚後的問題》（1934年8月5日香港公映）。亦提及謝醒儂與香港當時的名女人、舞女、交際花孔雀合作到上海表演，謝醒儂反串以女妝子喉唱曲；孔雀跳臀舞（Booty Dance）。

## 謝醒儂的電影
1. 廣州默片《裂痕》：謝醒儂、馮潔貞、羅文煥、葉弗弱主演[8]；
2. 廣州默片《前進》；
3. 廣州默片《花落見花心》，導演：姜白谷；謝醒儂、倩影儂、陳艷儂、馮潔貞、羅文煥、葉弗弱合演；
4. 上海粵語片《紅船外史》（又名：《美德夫人》或《麥夫人》）：謝醒儂飾演的英俊粵劇團班主，因與女主角麥周淑明（胡蝶飾演）參予義演活動，被長舌舞女露斯（梁賽珠飾演）向女主角的丈夫麥劍秋（胡藝星飾演）搬弄是非，令麥家幾乎鬧至離婚收場，最後娛會冰釋。謝醒儂在戲裡反串演出他的三齣首本折子戲《天姬送子》（謝醒儂反串飾演七姐，與另一男花旦馮小非合演）、《冰山火線》（謝醒儂反串飾演夏家璧、曾三多飾演仗義知縣仇淵明、馮小非反串飾演封大飄、七歲紅反串飾演封小飄）、《璇宮艷史》（謝醒儂反串飾演Louise女皇）、陳錦棠飾演音樂家Count Alfred Renard）。此片在1934年10月9日（星期二）在香港島西環皇后大道西（Queen's Road West）270－276號之中央戲院（Central Theatre）首映[9]。
5. 香港粵語歌舞片《紅伶歌女》：觀眾看謝醒儂反串扮女旦的機會極多，此齣片裡的謝醒儂卻扮王子，造型極之英俊，與女主角艷旦譚玉蘭及十多位舞女，大跳百老匯式歌舞。此片在1935年3月8日（星期五）在香港島西環皇后大道西（Queen's Road West）270－276號之中央戲院（Central Theatre）首映[10]。

## 謝醒儂與薛覺先合演的粵劇
1. 1930年在廣州參加第一屆覺先聲班，與薛覺先、葉弗弱及林坤山等紅伶演出劇目《月怕娥眉》、《戎服傳詩》、《月向那方圓》、《心聲淚影》、《可憐秋後扇》、《還花債》、《白金龍》、《無敵王孫》、《道學先生》、《璇宮艷史》、《刁蠻女》等。
2. 1933年6月在廣州參加覺先聲班，與薛覺先、葉弗弱等紅伶演出劇目《秦淮月》、《還我河山》、《愛情非罪》等。
3. 1934年8月在廣州參加覺先聲班，與薛覺先、何湘子等紅伶演出劇目《喬小姐三氣周瑜》、《門月香衾》、《銀燈照玉人》、《子敵妻仇》等。

## 謝醒儂灌錄的唱片
1. 《木蘭花放》（上卷），謝醒儂與陳皮合唱，它是百代（E.M.I.）公司的第七期唱片[11]。
2. 《斷橋相會》，謝醒儂與李瑞清合唱，它是百代（E.M.I.）公司的第七期唱片[11]。
3. 《重拾舊歡》（兩片），謝醒儂與李瑞清合唱，它是百代（E.M.I.）公司的第七期唱片[11]。
4. 《俠女姻緣》之《點兵》，謝醒儂獨唱，它是勝利（Victor）公司，狗仔嘜藍印唱片，兩張10英吋雙面78轉唱片[12]。
5. 《有女懷春》，謝醒儂與何大傻合唱，它是百代（E.M.I.）公司的唱片[13]。

## 謝醒儂存世的粵曲
香港電臺仍然播放謝醒儂的粵曲：
1. 《古今一美人》，謝醒儂與桂名揚合唱。
2. 《重拾舊歡》（1932年），謝醒儂與李瑞青合唱。

## 外部連結
- 香港電影資料館：謝醒儂參演電影的記錄[永久]